# ザ・クラウン (テレビドラマ)
『ザ・クラウン』（The Clown）は、ドイツRTLとアクション・コンセプト社が製作するアクションドラマ。
本国ではDer Clownのタイトルで放送された。

## 概要
ピエロ（クラウン）のマスクをかぶった闇のヒーローの活躍を描いたドイツのTVシリーズ。

## 日本での放送
| 作品タイトル                                  | 放送日         | 放送局       | 製作年 | 備考                                |
| --------------------------------------------- | -------------- | ------------ | ------ | ----------------------------------- |
| 『ザ・クラウン 炎のリベンジャー』             | 2007年11月22日 | テレビ東京系 | 2005年 | 木曜洋画劇場・テレビ初放送・2か国語 |
| 『ザ・クラウン 地獄の道化師』                 | 2008年7月7日   | WOWOW        | 1998年 | 日本語字幕                          |
| 『ザ・クラウン ハイタワー・ジャック』         | 2008年7月8日   | WOWOW        | 1999年 | 日本語字幕                          |
| 『ザ・クラウン カナガスの刺客[前編]』         | 2008年7月9日   | WOWOW        | 1999年 | 日本語字幕                          |
| 『ザ・クラウン カナガスの刺客[後編]』         | 2008年7月9日   | WOWOW        | 1999年 | 日本語字幕                          |
| 『ザ・クラウン リスボン・コネクション[前編]』 | 2008年7月10日  | WOWOW        | 2000年 | 日本語字幕                          |
| 『ザ・クラウン リスボン・コネクション[後編]』 | 2008年7月10日  | WOWOW        | 2000年 | 日本語字幕                          |
| 『ザ・クラウン 炎のリベンジャー』             | 2008年7月11日  | WOWOW        | 2005年 | 日本語字幕                          |

## キャスト
〔 〕内は日本語版での吹き替え声優。
- ビデオ・DVDの発売元で吹き替えが違う為、声優名の右に表記。

マックス - スヴェン・マルチネク〔てらそままさき[アミューズソフト]〕
ダブス - トーマス・アンツェンホーファー〔内田直哉[アミューズソフト]〕
レア - エヴァ・ハーベルマン〔坪井木の実[アミューズソフト]〕